# Komodo (illa)
Komodo és una de les 17.508 illes que formen la  República d'Indonèsia. L'illa té una superfície de 390 quilòmetres quadrats i uns 2.000 habitants.
Komodo està situada a l'arxipèlag de les illes Petites de la Sonda i forma part del Parc nacional de Komodo. Administrativament, forma part de la província de les Illes Petites de la Sonda orientals.
Està situada entre les illes de Sumbawa a l'oest i Flores a l'est, força més grans.

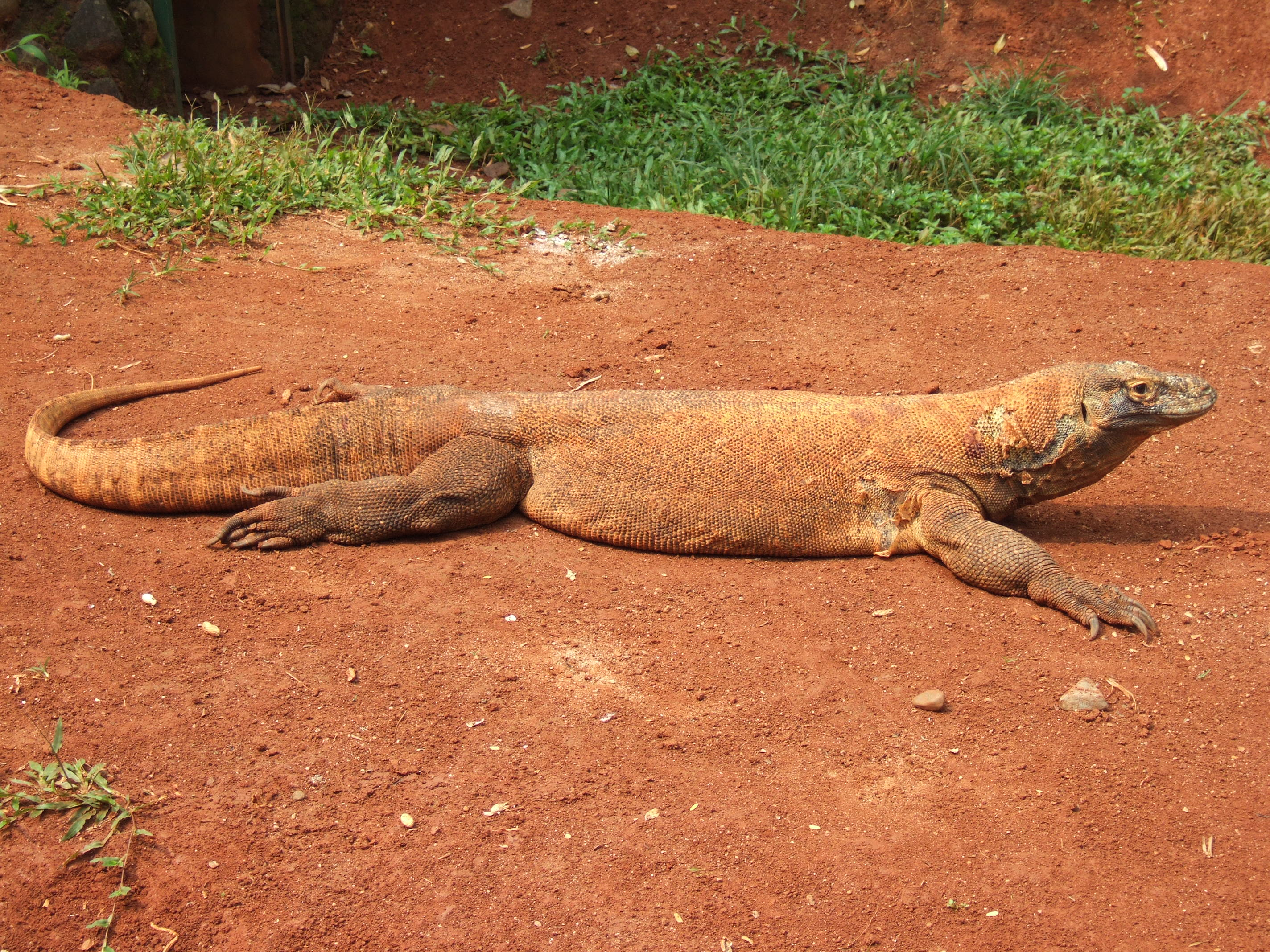
Un dragó de Komodo.

## Fauna
L'illa és coneguda no sols pel seu patrimoni sinó també per la fauna única que conté. El dragó de Komodo, el varànid més gran del món, agafa el seu nom de l'illa. Un altre tipus de varànid també habita Komodo i altres de les illes de l'arxipèlag, cosa que atrau molts turistes.